# Linija (likovna umjetnost)
Linija (crta) je likovni oblik koji nastaje kretanjem točaka u nizu na plohi ili u prostoru. 
Plošna linija je nacrtana (narisana) na plohi (npr. papiru) te može graditi likove (čvrsto ograđivati oblike, odvajati ih od pozadine) ili ih razgrađivati (spajati ih s pozadinom, kao sjena u fotografiji). 
Svaka linija je trag pokreta rukom nekim sredstvom (olovka, tuš, kreda, itd.) na plohi (papir, platno, ploča, itd.). Linijama nastaju razni oblici, a najčešći su znakovi, simboli i crteži. 
Prostorna linija je vidljiva u prirodi kao jako istanjen volumen (žica, tanke grane, iglice, paukova mreža, itd.). U skulpturi se za prostorni crtež koristi tanja ili deblja žica koja je zapravo prostorna linija, te ima svoju dužinu i debljinu.

## Vrste linija
Po obliku linije mogu biti raznovrsne: tanke/debele, duge/kratke, ravne/zaobljene, valovite, isprekidane, spiralne, jednolične/nejednolične itd.
Linije mogu biti u različitim kretanjima: okomiti, vodoravni i kosi (dijagonalni). Neovisno od smjera kretanja, linije mogu biti zatvorene ili otvorene. Zatvorene linije čine određene oblike.
Euklidske (geometrijske) linije su pravilne linije koje se crtaju pomoću tehničkih pomagala (pravac, krivulja, luk, parabola i dr.).
Kaligrafske linije su one koje nastaju slobodnom rukom.
Razlikujemo također i linije po značenju i to:
- Konturna (obrisna) linija je vanjska linija koja opisuje (ograđuje) neki oblik i odvaja ga od plohe ili drugih oblika.
- Teksturna (karakterna) linija opisuje karakter površine, teksturu.
- Strukturna (gradbena) linija označava strukturu ili građu nekog oblika.

Psihološkim proučavanjem linija utvrđeno je da svaka linija izražava neki osjećaj i ima svoje simboličko značenje. Tako:
- Vodoravna linija djeluje mirno, opušteno. Posebno ako je ravnog oblika. Simbolizira mir, opuštenost, a u krajnjem slučaju i smrt.
- Okomita linija, suprotno vodoravnoj, raste, uzdiže se, stoji uspravno, te je simbol rasta i samim time života.
- Kosa linija ne djeluje stabilno kao prethodne dvije, pa ostavlja dojam kretanja i dinamike. Simbolizira pokretljivost i prostornost.
- Valovita linija djeluje blago, lagano i elegantno.
- Spiralna linija je slobodna krivulja koja ostavlja dojam kružnog kretanja i mistične dinamike.

Linijama se ponajbolje može izraziti karakter, temperament ili duhovno stanje umjetnika.